# Gymnophthalmus
Gymnophthalmus — рід ящірок родини гімнофтальмових (Gymnophthalmidae). Представники цього роду мешкають в Мексиці, Центральній і Південній Америці та на Карибах.

## Види
Рід Gymnophthalmus нараховує 8 видів:
- Gymnophthalmus cryptus Hoogmoed, Cole & Ayarzagüena, 1992
- Gymnophthalmus leucomystax Vanzolini & Carvalho, 1991
- Gymnophthalmus lineatus (Linnaeus, 1758)
- Gymnophthalmus marconaterai García-Pérez & Schargel, 2017
- Gymnophthalmus pleii Bocourt, 1881
- Gymnophthalmus speciosus (Hallowell, 1861)
- Gymnophthalmus underwoodi Grant, 1958
- Gymnophthalmus vanzoi Carvalho, 1999

## Етимологія
Наукова назва роду Gymnophthalmus походить від сполучення слів дав.-гр. γυμνος — голий і οφθαλμος — око.